# 不破一色站
不破一色站（日语：／ Fuwa-Ishiki eki */?）是位於岐阜縣羽島市正木町須賀，名古屋鐵道（名鐵）的竹鼻線車站。車站編號為「TH05」。

## 歷史
- 1921年（大正10年）6月25日 - 車站啟用。
- 1948年（昭和23年）11月1日前 - 成為無人車站[1]。
- 2007年（平成19年）12月14日 - 車站可以使用「Tranpass」[2]。
- 2011年（平成23年）2月11日 - 車站可以使用「manaca」IC卡。
- 2012年（平成24年）2月29日 - 車站不再可以使用「Tranpass」。

## 車站構造
車站是一座地面車站，設有1面1線的單式月台。此站是無人車站，引入了車站集中管理系統（由名鐵岐阜站管理）。

### 配線圖
| ← 新羽島方向    | 不破一色站 站內配線略圖 | → 笠松・ 岐阜方向 |
| 图例 参考文献： |                         |                   |

## 利用狀況
- 在中提及在2013年度，當時1日平均上下車人次為1,077人，為名鐵所有車站（275站）排名第217，竹鼻線、羽島線（10站）中排名第8[4]。
- 在中提及在1992年度，當時1日平均上下車人次為554人，為除岐阜市內線均一車費區間內各站（岐阜市內線、田神線、美濃町線徹明町站至琴塚站之間）外名鐵所有車站（342站）中排名第271，竹鼻線、羽島線（16站）中排名第10[5]。
- 在《羽島市數據檔案》中，以下為近年一日平均乘車和下車人次[6]。

| 年度               | 乘車人次 | 下車人次 | 上下車人次 |
| ------------------ | -------- | -------- | ---------- |
| 2009年（平成21年） | 447      | 433      | 880        |
| 2010年（平成22年） | 463      | 450      | 913        |
| 2011年（平成23年） | 491      | 484      | 975        |
| 2012年（平成24年） | 488      | 482      | 970        |
| 2013年（平成25年） | 542      | 535      | 1,077      |
| 2014年（平成26年） | 535      | 530      | 1,065      |
| 2015年（平成27年） | 548      | 544      | 1,092      |
| 2016年（平成28年） | 579      | 574      | 1,153      |
| 2017年（平成29年） | 615      | 607      | 1,222      |
| 2018年（平成30年） | 630      | 623      | 1,253      |
| 2019年（令和元年） | 634      | 628      | 1,262      |

## 車站周邊
車站周邊為住宅區。車站大樓南邊設有單車停泊場（單車停泊由羽島市設置，與名鐵沒有關係）。
- 羽島市立正木小學

## 相鄰車站
名古屋鐵道
 竹鼻線
須賀（TH04）－不破一色（TH05）－竹鼻（TH06）

## 註腳
1. ↑  名古屋鉄道広報宣伝部（編）. . 名古屋鉄道. 1994: 874 （日语）.
2. ↑  . 交通新聞 (交通新聞社). 2007-12-07: 1.
3. ↑  電氣車研究會（日语：電氣車研究会），《鐵道畫刊（日语：鉄道ピクトリアル）》通卷第816號 2009年3月 臨時增刊号 「特集 - 名古屋鉄道」，卷末折込「名古屋鉄道 配線略図」
4. ↑  名鐵120年史編纂委員會事務局（編）. . 名古屋鐵道. 2014: 160–162 （日语）.
5. ↑  名古屋鐵道廣報宣傳部（編）. . 名古屋鐵道. 1994: 651–653 （日语）.
6. ↑  データファイル統計情報 （页面存档备份，存于）（日語） - 羽島市

## 外部連結
- 不破一色 - 名古屋鐵道